# Трав'янка
Трав'я́нка, чека́н (Saxicola) — рід горобцеподібних птахів родини мухоловкових (Muscicapidae). Представники цього роду мешкають в Євразії, Африці і Океанії. В Україні мешкають два представники цього роду — трав'янка лучна (Saxicola rubetra), що гніздиться майже на всій території країни, окрім Криму та Приазов'я, та трав'янка європейська (Saxicola rubicola), що гніздиться майже на всій території України, крім Полісся та значної частини степової зони.

## Опис
Трав'янки — це дрібні і середнього розміру співочі птахи, середня довжина яских становить 11-17 см, а вага 11-26 г. Вони мають відносно короткий, прямокутної форми хвіст, округлі крила, короткий, міцний дзьоб і тонкі лапи. Трав'янкам притаманний статевий диморфізм.

## Систематика і таксономія
Раніше трав'янок відносили до родини дроздових (Turdidae), однак за результатами низки молекулярно-генетичних досліджень вони були віднесені до мухоловкових. Їх найближчими родичами є кам'янки з роду Oenanthe і чорнощокі трав'янки з монотипового роду Campicoloides.
Також за результатами низки досліджень чорноголову трав'янку (Saxicola torquatus) було розділено на кілька видів. 

## Види
Виділяють п'ятнадцять видів:
- Трав'янка лучна (Saxicola rubetra)
- Трав'янка білоброва (Saxicola macrorhynchus)
- Трав'янка велика (Saxicola insignis)
- Трав'янка канарська (Saxicola dacotiae)
- Трав'янка європейська (Saxicola rubicola)
- Трав'янка білошия (Saxicola maurus)[12]
- Трав'янка східна (Saxicola stejnegeri)[13]
- Трав'янка африканська (Saxicola torquatus)[14]
- Трав'янка мадагаскарська (Saxicola sibilla)[15]
- Трав'янка реюньйонська (Saxicola tectes)
- Трав'янка білохвоста (Saxicola leucurus)
- Трав'янка чорна (Saxicola caprata)
- Трав'янка строката (Saxicola jerdoni)
- Трав'янка сіра (Saxicola ferreus)
- Трав'янка тиморська (Saxicola gutturalis)

Відомо також чотири викопних види трав'янок:
- †Saxicola lambrechti (пізній міоцен, Полгарді, Угорщина)[16]
- †Saxicola baranensis (пліоцен, Беременд, Угорщина)[16]
- †Saxicola parva (пліоцен, Чарнота, Угорщина)[16]
- † Saxicola magna (пліоцен, Беременд, Угорщина)[16]

## Етимологія
Наукова назва роду Saxicola походить від сполучення слова лат. saxi — камінь і лат. cola — мешканець.